# لورنا (سائو پائولو)
لورنا (به پرتغالی: Lorena) یک منطقهٔ مسکونی در برزیل است که در ایالت سائو پائولو واقع شده‌است. لورنا ۴۱۴٫۱۶ کیلومتر مربع مساحت و ۸۷٬۱۷۸ نفر جمعیت دارد و ۵۲۴ متر بالاتر از سطح دریا واقع شده‌است.